# Vital Brazil
Pour les articles homonymes, voir Brazil.
 (juin 2021).
Si vous disposez d'ouvrages ou d'articles de référence ou si vous connaissez des sites web de qualité traitant du thème abordé ici, merci de compléter l'article en donnant les références utiles à sa vérifiabilité et en les liant à la section « Notes et références ».
Vital Brazil  Mineiro da Campanha est un médecin brésilien, né le 28 avril 1865 à Campanhã, Minas Gerais et mort le 8 mai 1950.
Il est surtout célèbre pour sa découvert d’un sérum anti-venimeux polyvalent utilisé comme les morsures de serpents des genres Crotalus, Bothrops et Elaps.
Il est fondateur de l’Institut Butantan, un centre de recherche situé à São Paulo, qui est le premier consacré uniquement à la toxinologie ou science des animaux venimeux.

## Biographie
Fils de José Manoel Pereira dos Santos et Maria Carolina Pereira de Magalhães, il a été marié avec sa cousine, Maria da Conceição Philipina de Magalhães. Veuf de cette dernière, il se remarie avec Dinah Carneiro Vianna. Par sa mère, Vital descend du martyr de l'indépendance du Brésil, Joaquim José da Silva Xavier, le « Tiradentes ».
Il étudie la médecine à la Faculté de médecine de Rio de Janeiro et réussit avec brio en 1891. De retour à São Paulo il est clinicien dans les différentes villes de l'État. Pendant ce temps, il est témoin de la mort de plusieurs personnes mordues par des serpents, principalement des agriculteurs.
Il a été médecin sanitaire travaillant dans différents domaines: les brigades engagées dans la lutte contre la fièvre jaune et la peste bubonique. Dans diverses villes de l'État de São Paulo, il a créé une des premières écoles au Brésil pour les enfants et les adultes analphabètes. Il a développé du matériel pour se protéger contre les serpents venimeux. Il a inventé une boîte en bois, bon marché et sûr afin que les agriculteurs puissent capturer les serpents et signé des accords avec les chemins de fer pour le transporter, car ils ont été indispensable à la fabrication du sérum.
À l'invitation du gouvernement en 1897, il a rejoint le Bureau de l'état bactériologique de São Paulo, dirigé par Adolfo Lutz. Il a ensuite commencé ses travaux de recherche. Vital Brazil travaillé avec Oswaldo Cruz et Emilio Ribas dans la lutte contre la peste bubonique, le typhus, la variole et la fièvre jaune.
Reçu par le gouvernement de la Fazenda Butantan Rodrigues Alves, sur les rives du Rio Pinheiros, Sao Paulo, qui deviendra plus tard l'Institut Butantan. Il a travaillé sans trêve, dans un environnement dépourvu de ressources. Le premier tube de sérum antipeste a commencé à être livré, après quatre mois de travail.
En 1903, il fait le sérum anti-Piroplasma Vitali, parasite du sang des chiens. Après cet événement, d'autres sérums ont été produits à l'Institut Butantan. Les vaccins produits ont également servi dans les combats du typhus, de la variole, du tétanos, de la psittacose, de la dysenterie bacillaire et du BCG. Les pénicillines sont arrivées plus tard. Fréquentant depuis longtemps l'Institut Pasteur, Il est également le fondateur de l'Instituto Vital Brazil, à Niterói.

## Illustrations

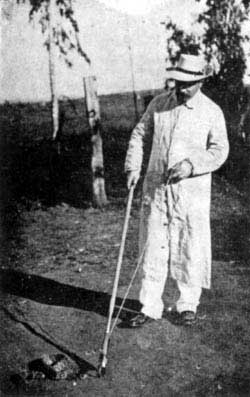
Vital Brazil en 1911 avec un lasso pour serpent.
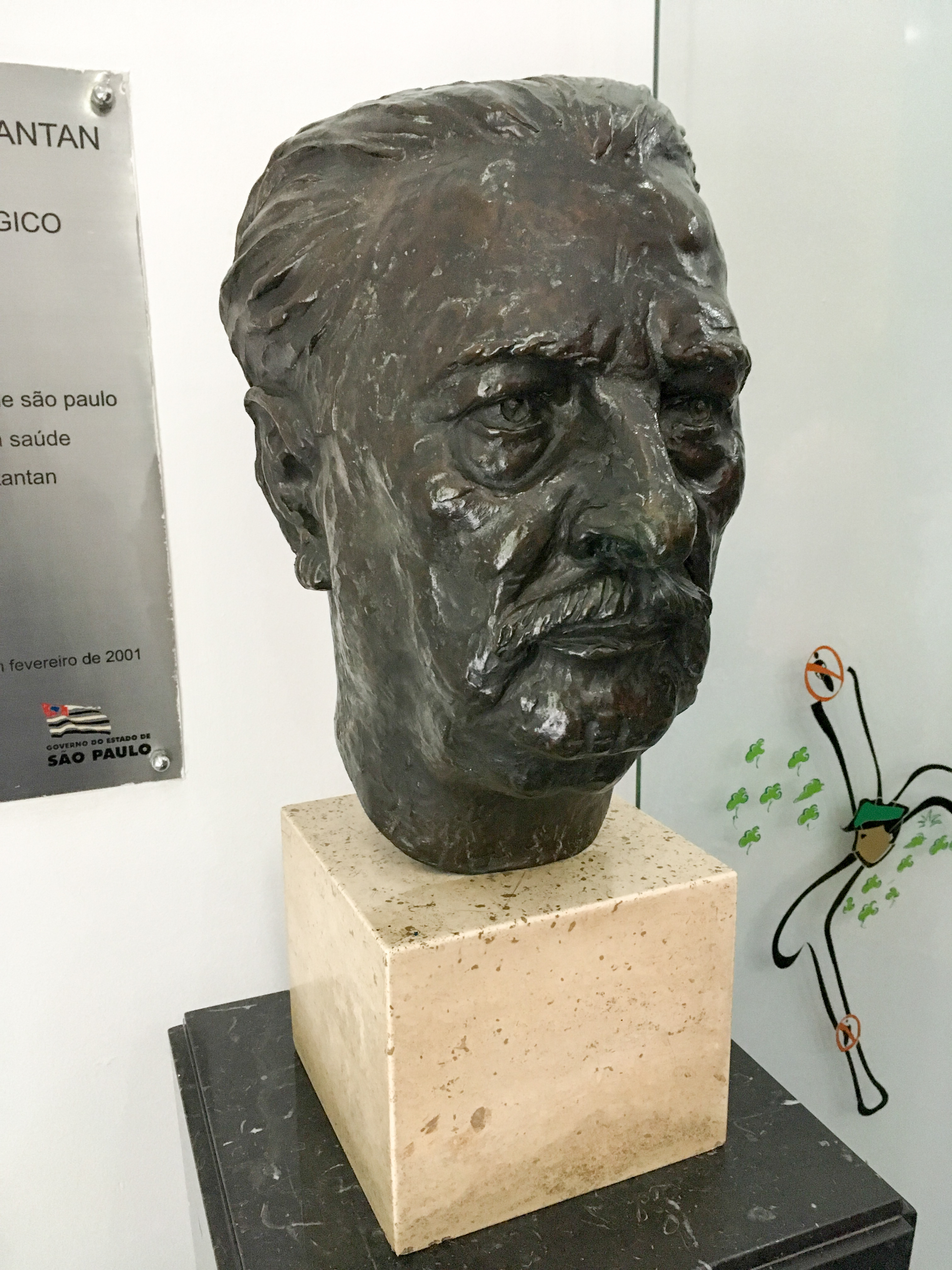
Tête en bronze de Vital Brazil à l'Institut Butantan.